# بريك أوت (لعبة فيديو)
بريك أوت (بالإنجليزية: Breakout)‏ ، هي لعبة فيديو من نوع آركيد، أنتجت شركة أتاري الأمريكية سنة 1976م.